# Нотт, Уильям (футболист)
Уильям Нотт (Кнотт) (англ. William Knott, также известен как Билл Нотт) — новозеландский футболист, участник первого международного матча в истории сборной Новой Зеландии.
17 июня 1922 года Нотт появился в стартовом составе сборной Новой Зеландии на товарищеский матч против Австралии. Для обеих сборных это был первый международный матч в их истории и победу со счётом 3:1 в нём одержала Новая Зеландия. Одним из авторов забитых голов был Уильям Нотт, а его партнёр по сборной Тед Кук отметился дублем. В дальнейшем за сборную Нотт не выступал.